# Península de Buri
La península de Buri es una pequeña península africana que se extiende desde el centro de Eritrea hasta el norte en el mar Rojo. Al oeste se encuentra el golfo de Zula. Variada en la geografía, cuenta con manglares y salinas. Es conocida por su vida silvestre, incluyendo avestruces, babuinos hamadryas y asnos salvajes. Elevaciones notables incluyen el monte Dulhi y el monte Abdur.